# 長江録弥
長江 録弥（ながえ ろくや、1926年1月2日 - 2005年4月6日）は、日本の彫刻家。日本芸術院会員。
愛知県瀬戸市出身。1948年、多摩造形芸術専門学校（現 多摩美術大学）卒業。1964年、第7回日展に「芽」を出品して特選。1965年、第8回日展に「乾漆作品の一」を無鑑査出品して特選。1966年、第9回日展に「憩」を委嘱出品して菊華賞。1980年、日展評議員に就任。1986年、第18回日展に「思考」を出品して文部大臣賞。1991年、第22回日展に出品した「砂丘」で日本芸術院賞受賞。1995年、日本芸術院会員。1996年、日展常務理事。1998年、瀬戸市名誉市民、日本彫刻会理事。1999年、紺綬褒章受章。2000年、勲三等瑞宝章受章。